# 中村川 (三重県)
中村川（なかむらがわ）は、三重県中部を流れる雲出川水系の一級河川。

## 地理
三重県松阪市嬉野上小川町西部の山地に源を発し、嬉野黒田町で雲出川に注ぐ。旧嬉野町を縦断するように流れている。

## 名所
途中の嬉野中川町内にある堤防は「桜づつみ」と呼ばれ、桜の名所となっている。
絶滅が危惧される淡水魚ネコギギの生息地として、国の天然記念物に指定されている。ネコギギは種自体も天然記念物である。